# Dona Beja
Ana Jacinta de São José, conhecida como Dona Beja (Pains, 2 de janeiro de 1800 –  Estrela do Sul, 20 de dezembro de 1873) foi uma personalidade histórica brasileira do século XIX, conhecida por ser influente na região de Araxá, Minas Gerais, Brasil. A telenovela brasileira Dona Beija, dirigida por Herval Rossano em 1986 e escrita por Wilson Aguiar Filho, é baseada nos acontecimentos da vida de Dona Beja.  A novela foi produzida pela Rede Manchete e suas partituras foram dirigidas por Wagner Tiso. Em 2010, um remake espanhol da produção foi produzido pela Telefutura. Em 2024, um remake da novela foi produzido pela Floresta Produções e o serviço de streaming Max.

## Biografia
Ana chegou a Araxá com a mãe e o avô em 1805. Ao atingir a juventude, a beleza de Ana é conhecida por causar inveja em outras mulheres. Conta-se que, ao longo da sua vida, Dona Beja, como ficou conhecida, irritou as mulheres e encantou os homens. Ela conheceu o agricultor Manoel Fernando Sampaio (Antonio), seu colega de catecismo antes de ser sequestrada e levada à força para Paracatu, com quem acabou tendo um longo relacionamento anos depois. Recebeu da avó o apelido de "Beja" ao compará-la à doçura e beleza da flor do "beijo".
Em 1815, foi raptada pelo ouvidor do rei, Joaquim Inácio Silveira da Motta, fascinado por sua beleza. Seu avô acabou sendo morto pelo governador enquanto tentava evitar seu sequestro. Durante dois anos, Beja viveu como refém do governador, na Vila do Paracatu do Príncipe. Depois disso, voltou ao Rio de Janeiro a pedido de Dom João VI. Ao chegar em Araxá, ela enfrentou um ambiente hostil. A sociedade conservadora local não concordou em vê-la como vítima, mas como uma mulher sedutora de comportamento questionável e as mulheres da cidade consideravam isso um grande risco aos valores éticos da época. Ela decidiu montar um bordel diante dessas situações e denominou-o Chácara do Jatobá. Um dia, António invadiu seu bordel e violentou Beja. Dessa relação, Beja deu à luz uma menina. Beja decidiu então deixar Araxá com a filha em 1853. Durante o resto da vida ficou em Estrela do Sul e sabe-se que fez fortuna negociando ouro e diamantes. Em 20 de dezembro de 1873, ela morreu de nefrite e foi enterrada em um caixão decorado com zinco, que se suspeita ter sido encontrado em junho de 2011, durante uma escavação para a construção de um chafariz em Estrela do Sul, onde havia o antigo cemitério. Existe um museu em seu nome, o Museu Dona Beja situado em Araxá.

## Descendência
Com o vigário Francisco José da Silva, teve a filha natural Thereza Thomazia da Silva (Araxá, Minas Gerais, 15 de fevereiro de 1819 - 1852, Araxá).
Do caso de Dona Beija com Francisco Antônio Rodrigues, nasceu Luiz Rodrigues de Oliveira (aproximadamente 1820, Paracatu), que foi dando aos cuidados dos avós paternos Pedro Rodrigues Val e Luzia Rodrigues, que o adotaram como filho. Casou, aos 15 anos, com Ana de Melo Franco
Com João Carneiro de Mendonça, teve uma filha, Joana de Deus e São José (Araxá, 1838), casada com Clementino Martins Borges, com descendência.
Da violência feita por Manuel Antônio Sampaio, teve uma filha.